# Липковатівський аграрний коледж
Липковатівський аграрний коледж — державний вищий навчальний заклад І рівня акредитації, підпорядкований Міністерству освіти і науки України та розташований у селі Липкуватівка Нововодолазького району Харківської області.
Має племінне господарство.

## Історія
Липковатівський аграрний коледж один із найстаріших навчальних закладів України. Історія його заснування сягає у далеке минуле і пов'язана із сумною історією із життя царської родини. Восени 1888 року з потягом, на якому російський імператор Олександр III повертався з відпочинку, сталася залізнична катастрофа, в якій постраждало чимало людей і лише царська сім'я залишилася неушкодженою. Невдовзі на місці аварії був побудований храм Христа Спасителя та заснований чоловічий монастир, землі якого простелилися аж до Липкуватівки, а 1902 року Товариством призріння безпритульних тут була відкрита Липковатівська нижча сільськогосподарська школа І розряду для дітей загиблих залізничників 1936–1964 рр. — Липковатівський сільськогосподарський технікум
У технікумі працює два відділення — зоотехнічне та агрономічне, ведеться підготовка майстрів маслозаводів, молочних лабораторій. Зростання поголів'я великої рогатої худоби дозволило налагодити переробку молока — учні технікуму виготовляли тверді сири, масло, яке експортувалося за кордон.
Технікум мав 1110 га орної землі, де відпрацьовували практичні навички майбутні агрономи. У 1939 році був побудований гуртожиток, житловий будинок для викладачів, водонапірна башта, електростанції, радіовузол. У післявоєнний період — ще один гуртожиток, відбудовується матеріально-технічна база технікуму.
1952 — у Липкуватівці почала працювати школа з підготовки директорів радгоспів.
1955 — відкрита спеціальність — зооветтехнік.
1961 — агроном по захисту рослин.
1964–1995 — Липковатівський радгосп-технікум
Відповідно до постанови Ради Міністрів СРСР «Про організацію радгоспів-технікумів» навчальний заклад змінив статус. З часом значно розширилися угіддя господарства — до нього були приєднані землі сусідніх колгоспів, що сприяло зміцненню матеріально-технічної бази.
У 1965 році було відкрито відділення «Птахівництво», а з 1970 р. технікум готує спеціалістів за такими напрямками: агрономія, зоотехнія, та організатори виробництва.

## Структура, спеціальності
Коледж готує молодших спеціалістів за фахом:
- Ветеринарна медицина;
- Організація виробництва;
- Виробництва і переробки продукції тваринництва;
- Виробництва і переробки продукції рослинництва;

## Навчально-практичний центр
Навчально-практичний центр коледжу був створений відповідно до наказу Міністерства аграрної політики України № 122 від 25.02.2009 року на базі виробничого підрозділу з метою надання можливості проходження всіх видів практик студентами Вищих навчальних закладів аграрного спрямування Харківського регіону.
НПЦ має 4884 га землі, з них орної 3647 га, 500 голів свиней та 500 голів ВРХ. Є машинно-тракторний парк, майстерня. Коледж працює над програмою виробництва екологічно чистої сільськогосподарської продукції. Згідно з висновком Харківського обласного державного центру родючості ґрунтів і якості продукції «Облдержродючість» 2010 рік — 2655 га (70 %) землі має високий вміст гумусу, а 950 га (30 %) підвищений, залишків пестицидів та радіонуклетидів — 0.
До складу земель НПЦ входять понад 40 видів ґрунтів. Всі гранти Липковатівського аграрного коледжу мають біологічну активність вище середніх показників по нормах.
На базі Навчально-практичного центру відпрацьовуються практичні уміння і навички студентів вищих навчальних закладів I-IV рівнів акредитації Харківщини, зокрема Харківського національного аграрного університету ім. В. В. Докучаєва, Харківського національного технічного університету сільського господарства ім. Василенка, Харківської державної зооветеринарної академії, Красноградського технікуму механізації ім. Ф. Д. Тимошенка.
Щорічно найкращі студенти мають можливість проходити стажування в Англії.
Вище наведені приклади дають можливість студентам-практикантам як найкраще пізнати процес виробництва, пройти всі його складові від звичайного робітка до керівника виробничих підрозділів.
В цілому Липковатівський аграрний коледж це унікальний навчальний заклад, в якому тісно пов'язані процес навчання та виробництва, де студенти отримують якісні професійні знання не відірвані від виробництва. Випускники коледжу працюють на підприємствах аграрного профілю, по переробці продукції рослинництва і тваринництва, фінансових і управлінських структурах. Адже фундаментальні знання здобуті в коледжі — це запорука їхнього життєвого успіху.

## Відомі учні
- Замлєлий Олександр Терентійович — радянський діяч сільського господарства. Герой Соціалістичної праці[2].